# Nava (Saaremaa)
Nava is een plaats in de Estlandse gemeente Saaremaa, provincie Saaremaa. De plaats heeft de status van dorp (Estisch: küla) en telt 5 inwoners (2021).
Tot in oktober 2017 lag Nava in de gemeente Leisi. In die maand ging Leisi op in de fusiegemeente Saaremaa.

## Geschiedenis
Nava werd voor het eerst genoemd in 1731 onder de naam Nahwa Hans, een boerderij op  het landgoed van Karja. In 1923 was Nava een dorp geworden. Tussen 1977 en 1997 maakte Nava deel uit van Karja.